# 橋本竹茂
橋本 竹茂（はしもと たけしげ、1920年7月30日 - 2004年）は、昭和から平成にかけての日本の作詞家、俳人。奈良県出身。

## 来歴
1920年（大正9年）、奈良県北葛城郡高田町（現在の大和高田市）に生まれる。戦時下の1942年（昭和17年）に朝日新聞社が選定した「躍進鉄道歌」での入選以降、大和高田市役所職員として勤務する傍ら懸賞歌謡への投稿を積極的に行い、1962年（昭和37年）に総理府、電通、NHK他の共同事業として募集された国民歌「若い日本」が一等入選で採用された。この歌はビクターレコード、日本コロムビア、ポリドール、東芝音楽工業、キングレコード、テイチクの6社から競作の形でレコードが発売され、市役所前に歌碑が建てられた。
本業の公務員としては大和高田市立図書館の館長に至り、定年退職後の1994年（平成6年）に句集『竹茂百句箋』を刊行した。
2004年（平成16年）死去。享年85（満83歳没）。「若い日本」の歌碑は大和高田市役所の建て替えに伴い、市内のさざんかホール前へ移設されている。

## 作品
- 『竹茂百句箋 橋本竹茂句集』（牧羊社、1994年） ISBN 4-8333-1728-1

### 作詞
- みくにの汽車（作曲：山本芳樹） - 朝日新聞社選定「躍進鉄道歌」2曲のうち1曲。
- 新民謡 さざんか音頭（作曲：鞍富誠三）
- タンタタこうしんきょく（作曲：中村八大）

### 国民歌・自治体歌等
- 若い日本（作曲：飯田三郎）
- こころの花ばたけ（作曲：百瀬三郎） - 兵庫県が選定した「善意の日」キャンペーンソング。
- 奈良市民の歌（作曲：平井康三郎）
- 大和高田市歌（作曲：岡本幸子）

### 校歌
- 奈良県立香芝高等学校（作曲：樋口博史）
- 大和高田市立菅原小学校（作曲：岡本幸子）
- 大和高田市立浮孔西小学校「あの山よりもたくましく」（作曲：牧野卓央）